# Стевія
Стевія — один з родів родини айстрових (Asteraceae), складається з близько 240 видів (Див. Список видів роду стевія) трав та чагарників. Походить з субтропічних та тропічних областей Північної та Південної Америки. Вид Stevia rebaudiana, або, зазвичай, просто стевія (інші розповсюджені назви — англ. sweetleaf, sweet leaf, sugarleaf — солодколистник) широко вирощується задля його солодкого листя. Як підсолоджувач та цукрозамінник, смак стевії має повільніший початок і смакує довше, ніж цукор, хоча у високих концентраціях деякі з екстрактів можуть мати гіркуватий або схожий на лакрицю післясмак.

## Види
Рід складається з 261 видів, деякі з них:
- Stevia aristata D.Don ex Hook. & Arn.
- Stevia aschenborniana Sch.Bip.
- Stevia breviaristata Hook. & Arn.
- Stevia caracasana DC.
- Stevia elatior Kunth
- Stevia eupatoria Willd.
- Stevia incognita Grashoff
- Stevia jorullensis Kunth
- Stevia lemmonii A.Gray
- Stevia lucida Lag.
- Stevia mandonii Sch.Bip.
- Stevia micrantha Lag.
- Stevia monardifolia Kunth
- Stevia multiaristata Spreng.
- Stevia origanoides Kunth
- Stevia ovata Willd.
- Stevia pilosa Lag.
- Stevia plummerae A.Gray
- Stevia pyrolifolia Schltdl.
- Stevia rebaudiana (Bertoni) Bertoni — Стевія медова, або Стевія Ребоді
- Шаблон:Bt-latrus
- Stevia sanguinea Hieron.
- Stevia satureifolia (Lam.) Cav.
- Stevia serrata Cav.
- Stevia subpubescens Lag.
- Stevia tomentosa Kunth
- Stevia triflora DC.
- Stevia viscida Kunth